# Martin Balsam
Martin Balsam (Ciutat de Nova York, 4 de novembre de 1919 - Roma, 13 de febrer de 1996) va ser un actor de teatre, cinema i televisió estatunidenc.

## Biografia
Martin Balsam era fill de comerciants jueus del Bronx. Tenia un germà, Warren. Era el gran de tres germans.
Membre de l'Actors Studio d'Elia Kazan i Lee Strasberg, efectua el seu començament en el cinema el 1954 a La llei del silenci d'Elia Kazan. És tanmateix la seva segona pel·lícula Dotze homes sense pietat la que el farà ser conegut pel gran públic (Té el paper del president del jurat). Però és sobretot conegut per haver interpretat el paper del detectiu privat Arbogast a Psicosi (Alfred Hitchcock, 1960).
Rodarà moltes pel·lícules a Itàlia. Se'l pot igualment trobar en un paper secundari a The Time Element, l'episodi de la sèrie Westinghouse en la qual va interpretar un psiquiatre. Efectuant la seva segona aparició en la sèrie, va interpretar llavors a La quarta dimensió, i després a La cinquena dimensió.
Obtindrà un Oscar per a Thousand Clowns de Fred Coe el 1965.
Va morir d'una crisi cardíaca el 13 de febrer del 1996 a Roma.

## Matrimonis
Martin Balsam es va casar per primera vegada amb Pearl Somner el 1952. Es van divorciar el 1954. Es va casar llavors amb Joyce Van Patten el 1959 i va tenir amb ella una filla, Talia Balsam. La parella es va divorciar el 1962. Un any més tard, Balsam es casa amb Irene Miller i té una altra filla, Zoé i un fill, Adam.

## Filmografia
- 1954: La llei del silenci (On the Waterfront) d'Elia Kazan
- 1957: Dotze homes sense pietat (Twelve Angry Men) de Sidney Lumet
- 1957: Llavis tancats (Time Limit) de Karl Malden
- 1958: Marjorie Morningstar d'Irving Rapper
- 1959: Al Capone de Richard Wilson
- 1959: Middle of the Night de Delbert Mann
- 1960: Psicosi (Psycho) d'Alfred Hitchcock
- 1960: Tots a casa (Tutti a casa) de Luigi Comencini
- 1961: Ada de Daniel Mann
- 1961: Esmorzar amb diamants (Breakfast at tiffany's) de Blake Edwards
- 1962: Cape Fear de Jack Lee Thompson
- 1962: La citta prigionera  de Joseph Anthony
- 1964: Who's been sleeping in my bed? de Daniel Mann
- 1964: The Carpetbaggers d'Edward Dmytryk
- 1964: Seven Days in May de John Frankenheimer
- 1964: Una dona espera (Youngblood Hawke) de Delmer Daves
- 1964: Estat d'alarma (The Bedford Incident) de James B. Harris
- 1965: Harlow de Gordon Douglas
- 1965: Milers de pallassos (Thousand Clowns) de Fred Coe
- 1966: Caccia alla volpe de Vittorio de Sica
- 1967: Hombre de Martin Ritt
- 1968: Me, Natalie de Fred Coe
- 1969: The Good Guys and the Bad Guys de Burt Kennedy
- 1969: Trilogy de Frank Perry
- 1970: Catch-22 de Mike Nichols
- 1970: Petit gran home (Little Big Man) d'Arthur Penn
- 1970: Tora! Tora! Tora! de Richard Fleischer
- 1971: Gran robatori a Manhattan (The Anderson tapes) de Sidney Lumet
- 1971: Imputazione di omicidio per uno studente de Mauro Bolognini
- 1971: Confessione di un commissario di polizia al procuratore della repubblica de Damiano Damiani
- 1972: The Man de Joseph Sargent
- 1972: Il vero e il faiso d'Eriprando Visconti
- 1972: La Colonna infame de Nelo Risi
- 1973: The stone Killer de Michael Winner
- 1973: Il consigliori d'Alberto De Martino
- 1973: Summer Wishes, Winter Dreams de Gilbert Cates
- 1974: Corruzione al palazzo di giustizia de Marcello Aliprandi
- 1974: Pelham un, dos, tres (The Taking of Pelham One Two Three) de Joseph Sargent
- 1974: Assassinat a l'Orient Express (Murder on the Orient Express) de Sidney Lumet
- 1975: Tempo degli assassini, Il de Marcello Andrei
- 1975: Cipolla colt d'Enzo G. Castellari
- 1975: Mitchell  d'Andrew V. McLaglen
- 1975: Con la rabbia agli occhi de Anthony Dawson (pseudònim d'Antonio Margheriti)
- 1976: Pronto ad uccidere de Franco Prosperi
- 1976: Tots els homes del president (All the President's Men) d'Alan J. Pakula
- 1976: Two-Minute Warning  de Larry Peerce
- 1976: Raid on Entebbe  d'Irvin Kershner
- 1977: Diamanti sporchi di sangue de Fernando Di Leo
- 1977: The sentinel de Michael Winner
- 1977: The silver bears  d'Ivan Passer
- 1978: Occhi dalle stelle de Mario Gariazzo
- 1979: Gardenia, il giustiziere della mala de Domenico Paolella
- 1979: Cuba de Richard Lester
- 1980: L'Avvertimento de Damiano Damiani
- 1980: There Goes the Bride de Terry Marcel
- 1981: La salamandra (The Salamander) de Peter Zinner
- 1984: Innocent Prey de Colin Eggleston
- 1984: The Goodbye People de Herb Gardner
- 1985: St. Elmo's, punt de trobada (St. Elmo's Fire) de Joel Schumacher
- 1985: El justicier de la nit (Death Wish 3) de Michael Winner
- 1986: Whatever It Takes de Bob Demchuk
- 1986: La Sporca insegna del coraggio de Tonino Valerii
- 1986: Força Delta (The Delta Force) de Menahem Golan
- 1987: P.I. Private Investigations de Nigel Dick
- 1988: Fratello dello spazio de Mario Gariazzo
- 1990: L'ultima partita de Fabrizio De Angelis
- 1990: Due occhi diabolici de Dario Argento & George A. Romero
- 1991: El cap de la por (Cape Fear) de Martin Scorsese
- 1994: Il Silenzio dei prosciutti d'Ezio Greggio
- 1995: Soldato ignoto de Marcello Aliprandi
- 1997: Legend of the Spirit Dog de Martin Goldman & Michael Spence